# Charles Philippe de Schwarzenberg
Karl I. Philipp zu Schwarzenberg
Pour les autres membres de la famille, voir Schwarzenberg.
Karl Philipp, fürst zu Schwarzenberg, ou le prince Charles-Philippe de Schwarzenberg, né le 18 avril 1771 à Vienne et mort le 15 octobre 1820 à Leipzig, est un ministre d'État et de conférence et feldmarschall autrichien, président du conseil suprême de la guerre, chevalier du Saint-Esprit et de la Toison d'or.

## Biographie
Fils puîné du prince Jean de Schwarzenberg, Charles fait ses premières armes lors de la guerre contre les Turcs en 1789 où il se signale par sa bravoure. Pendant la Révolution française et les guerres qui éclatent entre l'Autriche et la France, sa réputation de grand militaire est mise en évidence.

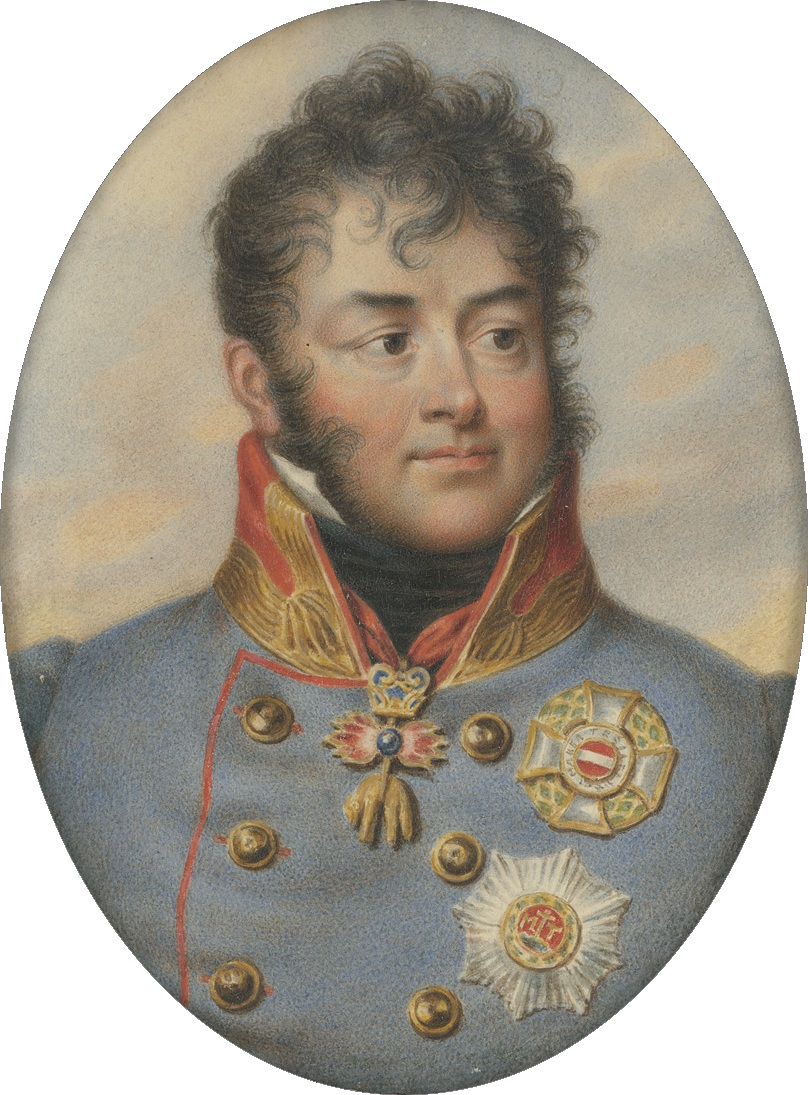
Sur une miniature de Carl Ludwig Hummel en 1816.

### Guerres de la Révolution française
Aide de camp du général Clairfait au début des guerres de la Révolution française, il se distingue sous ses ordres en plusieurs occasions, notamment lors de l'affaire de Quiévrain, le 1er mai 1792.
Pendant la campagne de 1793, il commande une partie de l'avant-garde du prince de Cobourg et se signale de nouveau près de Valenciennes, à Oisy, à Estreux-lès-Landrecies. Il contribue lors de la campagne de 1794 à repousser les attaques sur Cateau-Cambrésis. En 1795, il reçoit l'ordre militaire de Marie-Thérèse pour la bravoure dont il fait preuve aux combats qui ont lieu entre Bouchain et Cambrai, le 27 avril 1795. En 1796, il est nommé colonel, commandant le régiment des cuirassiers de Zerschwitz, il se signale à Wurtzbourg, puis est promu au grade de général-major.
En 1799, il est nommé feld-maréchal-lieutenant et obtient le commandement d'un régiment de uhlans qui, depuis cette époque, porte son nom ; l'année suivante, à la bataille de Hohenlinden, une manœuvre hardie sauve son corps d’armée de la capture.

### Guerres napoléoniennes
Lorsque les hostilités reprennent contre la France en 1805, le feld-maréchal de Schwarzenberg est chargé du commandement de l'aile droite de l'armée autrichienne devant Ulm. Le général Mack ayant capitulé, Schwarzenberg se fraie un passage à travers les lignes françaises, accompagné de l'archiduc Ferdinand.
Il fait preuve de son intrépidité habituelle à la bataille d'Austerlitz, qui débute, malgré son opposition, avant l'arrivée du corps de Bennigsen et de l'archiduc Charles.
Ambassadeur à la cour de Russie en 1808, il quitte Saint-Pétersbourg en 1809 pour reprendre sa place dans l'armée et combat à Wagram, d'où il se retire à la tête de l'arrière-garde.
La paix conclue, il devient ambassadeur auprès de Napoléon Ier, et conduit les négociations relatives au mariage de l'empereur avec l'archiduchesse Marie-Louise. À cette occasion, il organise en 1810 un bal à l'ambassade d'Autriche qui se conclut par un tragique incendie où Pauline d'Arenberg, sa belle-sœur, trouva la mort.
Pendant la campagne de Russie, le prince Schwarzenberg reçoit le commandement du corps de 30 000 hommes mis à la disposition de Napoléon par l'Autriche.

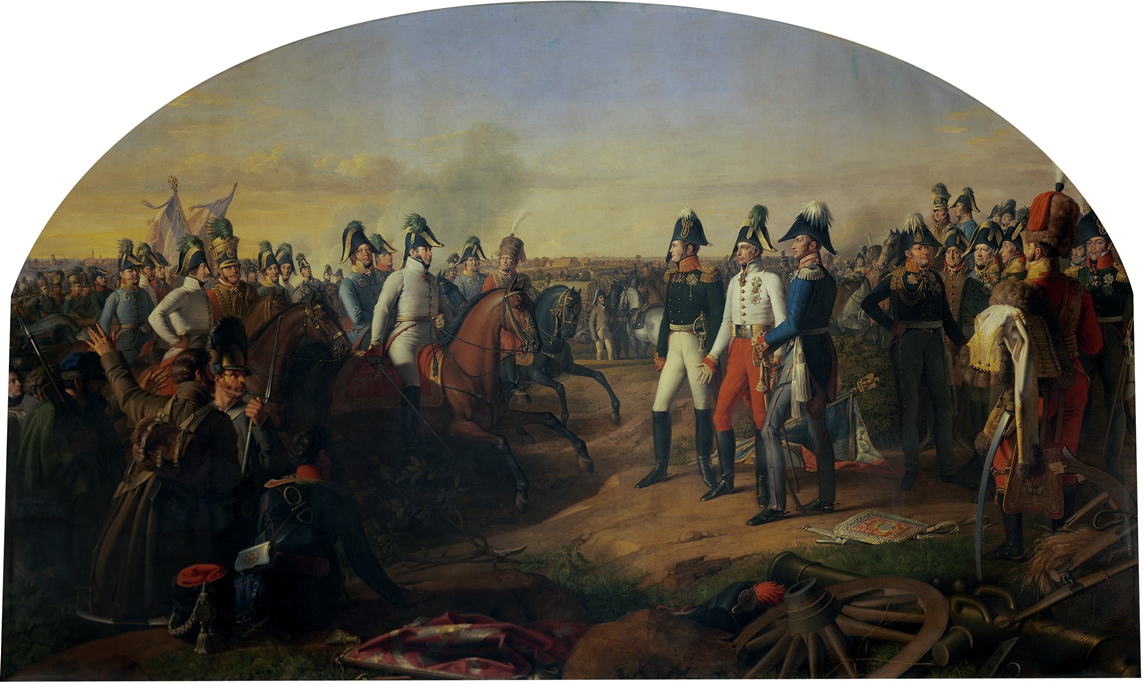
Le prince de Schwarzenberg (à cheval) à la rencontre de l'empereur François Ier à la bataille des Nations (1813).

Au mois d'août 1812, Napoléon lui confie le commandement de sa droite et du septième corps, avec lequel il dirige plusieurs opérations de cette campagne, remportant notamment des victoires sur les Russes lors de combats à Gorodetschna et Wolkowisk. Mais l'Autriche ayant retourné ses armes contre la France, il prend la tête de la Grande Armée de Bohême, participe aux batailles de Dresde, de Wachau et de Leipzig, puis entre en Suisse. Il opère sa jonction avec Blücher et, nommé généralissime des armées alliées, concourt au combat de Brienne, s'empare de Troyes et dirige les opérations de cette campagne qui finit par la reddition de Paris.
Le retour de Napoléon de l'île d'Elbe provoquant la constitution d'une nouvelle coalition alliée, le feld-maréchal Schwarzenberg est nommé commandant en chef des armées alliées du Haut-Rhin, et passe le Rhin le 22 juin, après la bataille de Waterloo.
Comblé d'honneur et de distinctions par les souverains alliés et par son souverain qui l'autorise à adjoindre à son écusson les armes d'Autriche, il est nommé président du conseil aulique de guerre, poste qu'il occupe jusqu'à sa mort, le 15 octobre 1820.

## Mariage et descendance
Il avait épousé, en le 28 janvier 1799 à Vienne, la comtesse Marie-Anne de Hohenfeld, veuve du prince d'Esterházy. Il laisse trois fils :
1. Frédéric-Charles (1799-1870), 2e prince de Schwarzenberg ;

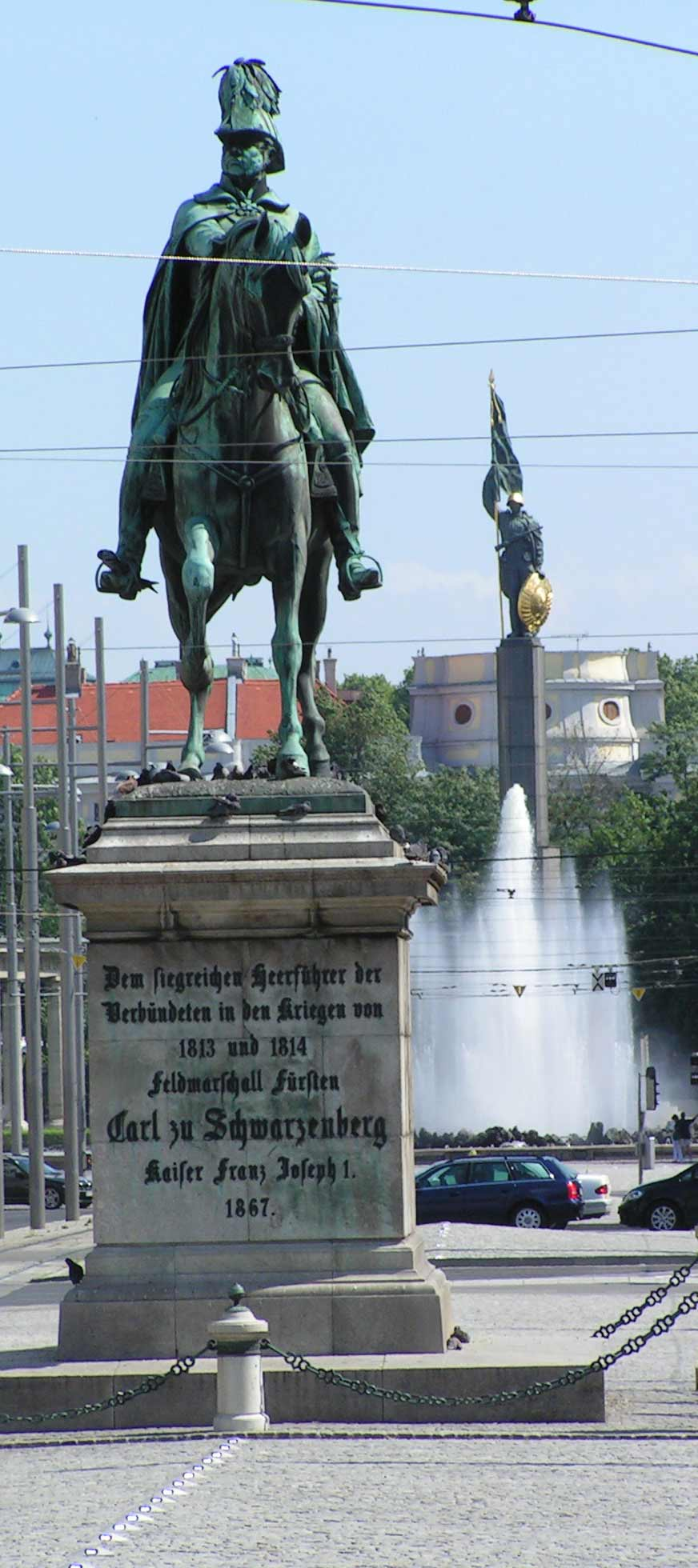
Monument Schwarzenberg, Schwarzenbergplatz, Vienne.

2. Charles (1802-1858), 3e prince de Schwarzenberg ;
3. Edmond (1803-1873).

## Titres et décorations
- 1er prince de Schwarzenberg (1804, nouveau majorat érigé en faveur du cadet) ;
- Comte de Sulz ;
- Comte de Klettgau ;
- Chevalier de l'ordre autrichien de la Toison d'or (no 887, 1809) ;
- Grand-croix de l'ordre militaire de Marie-Thérèse ;
- Ordre de Saint-Georges de Ire classe (no 14, 1813) ;
- Grand-croix de l'ordre militaire de Maximilien-Joseph de Bavière (1815) ;
- Grand aigle de la Légion d'honneur (vers 1811[1]) ;
- Chevalier du Saint-Esprit (1816).